# Всемирный день свободы печати
Всемирный день свободы печати (на других официальных языках ООН: англ. World Press Freedom Day, араб. اليوم العالمي لحرية الصحافة, ‎исп. Día Mundial de la Libertad de Prensa, кит. 世界新闻自由日, фр. Journée internationale de la liberté de la presse
) — отмечается ежегодно 3 мая начиная с 1994 года. Провозглашен Генеральной Ассамблеей ООН в специальной резолюции от 20 декабря 1993 года (Резолюция № A/DEC/48/432).
Решение об этом Всемирном дне принято по рекомендации Экономического и Социального Совета (ЭКОСОС) — резолюция № 1993/54. В свою очередь ЭКОСОС руководствовался решением 26-й сессии Генеральной конференции ЮНЕСКО от 6 ноября 1991 г. На этой конференции ЮНЕСКО рекомендовала дату 3 мая, как дату принятия Виндхукской Декларации, принятой на проходившем в 1991 г. в Виндхуке семинаре по развитию независимой африканской прессы.
Ежегодно публикуются послания Генерального секретаря ООН по случаю Всемирного дня свободы печати. В послании 2006 года, в частности, сказано, что Средства массовой информации не должны служить инструментом подстрекательства, деградации или пропаганды ненависти
Начиная с 1997 года 3 мая за вклад в дело свободы печати ежегодно присуждается премия ЮНЕСКО.

## Тема дня
- 2024 год — «Пресса для планеты: Журналистика перед лицом экологического кризиса»
- 2023 год — «Формирование будущего прав: свобода выражения мнений; двигатель всех других прав человека»
- 2022 год — «Журналистика в цифровом формате»
- 2021 год — «Информация как общественное благо»
- 2020 год — «Журналистика без страха и предвзятости»
- 2019 год — «Средства массовой информации на благо демократии: журналистика и выборы в эпоху дезинформации»
- 2018 год — «Держать власть под контролем: СМИ, правосудие и верховенство права»
- 2017 год — «Критическому времени критический подход: роль средств информации в построении миролюбивых, справедливых и инклюзивных обществ»
- 2016 год — «Доступ к информации и основным свободам: это ваше право!»
- 2015 год — «Пусть процветает журналистика! Укрепление журналистской деятельности, гендерного равенства и безопасности СМИ в цифровую эпоху»
- 2014 год — В этом году уделялось внимание трём темам:

«Свободные медиа способствуют надлежащему управлению, расширению прав и возможностей граждан и искоренению нищеты»
«Верховенство закона как средство обеспечения безопасности журналистов и борьбы с безнаказанностью»
«Устойчивость и профессионализм журналистики как часть процесса развития»
- 2013 год — «Говорить без страха: обеспечить свободу слова во всех средствах массовой информации»
- 2012 год — «Новые голоса: свобода средств массовой информации помогает трансформировать общество».
- 2011 год — «СМИ 21 века: новые горизонты и новые барьеры»
- 2010 год — «Свобода информации: право знать»
- 2009 год —
- 2008 год — «Доступ к информации и расширение прав и возможностей»
- 2007 год — «Свобода печати, безопасность журналистов и прекращение безнаказанности»
- 2006 год — «Средства массовой информации как движущая сила перемен»
- 2005 год — «Средства массовой информации и благое управление»
- 2004 год — «Освещение и недостаточное освещение событий: кто решает?»
- 2003 год — «Средства массовой информации и вооруженный конфликт»